# 相模四额齿蟹
相模四额齿蟹（学名：Ethusa izuensis）为关公蟹科四额齿蟹属的动物。分布于日本，包括东海等海域，生活环境为海水，一般栖息于水深30-115米的沙质或贝壳海底。其生存的海拔范围为-115至-30米。